# Campbell Soup Company

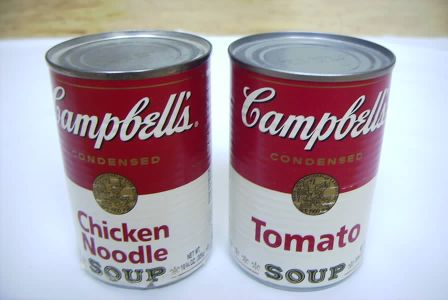
Latas de sopa.

La Campbell Soup Company es una multinacional de la alimentación que se encuentra en casi 120 países del mundo.

## Marcas
Campbell es propietaria de numerosas marcas.

### Sopas
- Campbell's Chunky™ Soups: sopas sin condensar con grandes cantidades de vegetales y otros ingredientes
- Campbell's Condensed Soups: productos bandera de Campbell's
- Campbell's Fun Favorites Soups
- Campbell's Healthy Request® Soups: sopas con bajas cantidades de ingredientes como sodio
- Campbell's Kitchen Classics™ Soups
- Campbell's Select™Soups
- Campbell's Oriental™Soups: sopas estilo oriental
- Campbell's Soup at Hand® Soups: sopas en envases especiales para Horno de microondas
- Tomato Soup Lovers
- Simply Home Soups

### Comidas preparadas
- Campbell's Supper Bakes® Meal Kits

### Jugos

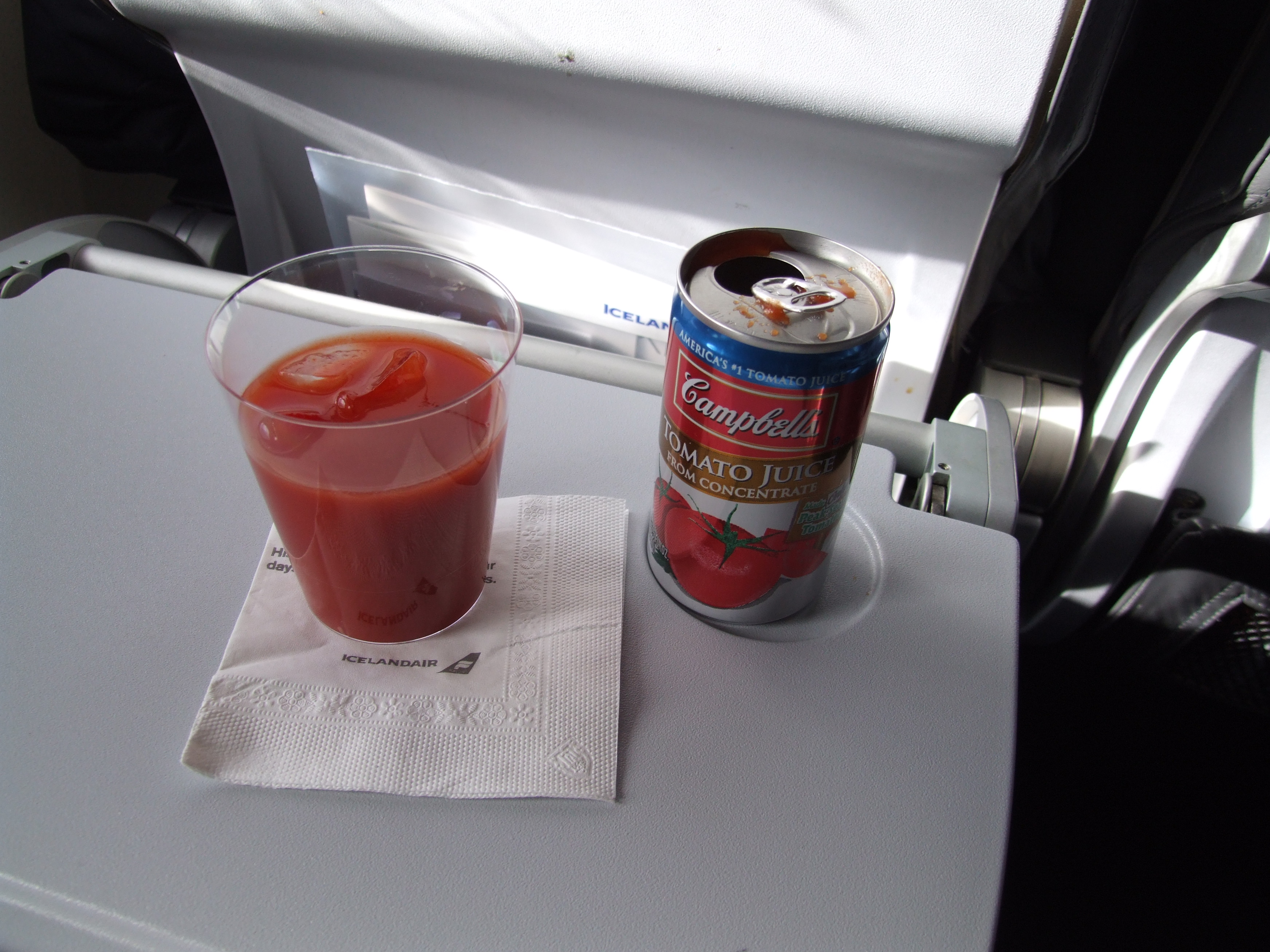
Campbell's tomato juice en un vuelo de Icelandair

- Campbell's Tomato Juice

### Pace
- Pace® Foods: líneas de salsas

### Prego
- Prego® Pasta Sauces

### Swanson
- Swanson® Broth

### V8 bebidas
- V8 Vegetable Juice
- V8 Splash® Juice Drinks
- V8 V.Fusion

### Servicios de comida
- Campbell Food Service: School cafetería service

### Otras marcas
- Arnott's Biscuits Holdings, primer suplidor de Australia de galletas y segundo de snacks
- Devos Lemmens (Bélgica)
- Franco-American- retirado en 2004
- Godiva
- Heisse Tasse (Alemania)
- Homepride (Reino Unido)- Fusión 2006
- Lance, segundo suplidor de galletas y tercero de snacks
- Liebig (Francia)
- Oxo (Reino Unido) - Fusión 2006
- Raguletto
- Royco (Francia y Bélgica)
- Bla Band (Suecia y Finlandia)